# Флаг муниципального округа Нагатино-Садовники
Флаг муниципального округа Нага́тино-Садо́вники в Южном административном округе города Москвы Российской Федерации — опознавательно-правовой знак, служащий официальным символом муниципального образования.
Ныне действующий флаг утверждён 20 сентября 2016 года решением Совета депутатов № МНС-01-03-82 и внесён в Государственный геральдический регистр Российской Федерации с присвоением регистрационного номера 11110.

## Описание
Первый флаг муниципального округа Нагатино-Садовники был утверждён 6 апреля 2004 года решением муниципального Собрания № МНС-03-22 как флаг муниципального образования Нагатино-Садовники. Описание флага гласило:
«Флаг муниципального образования Нагатино-Садовники представляет собой двустороннее, прямоугольное полотнище с соотношением сторон 2:3.
В зелёном полотнище помещено прилегающее к нижнему краю полотнища изображение жёлтой яблони на чёрном холме. Габаритные размеры изображения составляют 5/12 длины и 9/10 ширины полотнища».
Законом города Москвы от 11 апреля 2012 года № 11, муниципальное образование Нагатино-Садовники было преобразовано в муниципальный округ Нагатино-Садовники.
Решением Совета депутатов от 20 сентября 2016 года № МНС-01-03-82 был утверждён новый, немного видоизменённый (изменён размер чёрного холма), флаг муниципального округа Нагатино-Садовники. Описание флага стало гласить:
«Прямоугольное двухстороннее полотнище зелёного цвета с отношением ширины к длине 2:3, на котором изображены жёлтым и чёрным цветом фигуры герба муниципального округа Нагатино-Садовники».
Геральдическое описание герба муниципального округа гласит:
«В зелёном поле на чёрной земле — золотая яблоня с таковыми же плодами».

## Обоснование символики
Зелёный цвет полотнища символизирует заливные луга, находившиеся в пойме Москвы-реки и зелёные насаждения местности.
Чёрная земля символизирует заболоченную (чёрную) местность, на которой в начале XIV века возникло село Нагатинское.
Яблоня показывает основной вид деятельности жителей Слободы Садовники, выращивавших многие фруктовые и плодово-ягодные культуры, в том числе и яблони, которые приносили большой доход жителям.
Жёлтый цвет (золото) символизирует высшую ценность, величие, богатство.
Зелёный цвет символизирует весну, здоровье, природу, молодость и надежду.
Чёрный цвет символизирует благоразумие, мудрость, скромность, честность.